# Triac (vehicul)
Triac este un vehicul cu două locuri și trei roți.